# ۳۱۷ (قمری)
۳۱۷ (قمری)، سیصد و هفدهمین سال در گاهشماری هجری قمری است. اول محرم این سال برابر با نوزدهم فوریه سال ۹۲۹ میلادی است.

## وابسته
- کعبه
- حمدانیان